# هاروكا إيكاوا
هاروكا أيكاوا (هانغل: 相川 春香,) هي لاعبة شوجي محترفة يابانية تحتل المرتبة الأولى. ولدت في 18 أبريل 1994 في طوكيو، اليابان.